# Рёльке, Тони
Тони Рёльке (нем. Tony Rölke; родился 22 января 2003 года, Берлин, Германия) — немецкий футболист, нападающий нидерландского клуба «Камбюр».

## Клубная карьера
Тони Рёльке — воспитанник «Герты (Берлин)». За резервную команду дебютировал 7 августа 2022 года в матче 1-го тура Региональной лиги против «Локомотив (Лейпциг)». 6 сентября повредил бердо и выбыл на 19 дней. Свой первый гол забил 27 января 2023 года в 18-м туре против лейпцигского «Локомотива». В матче 21-го тура против футбольного клуба «Теннис Боруссия Берлин» оформил дубль. Из-за мышечных проблем пропустил неделю. 27 мая в 34-м туре Бундеслиги в матче против «Вольфсбурга» дебютировал за «Герту». Рёльке вышел на 71-й минуте матча, заменив Флориана Нидерлехнера.
2 июля 2024 года перешёл в нидерландский «Камбюр», подписав двухлетний контракт до середины 2026 года.

## Карьера в сборной
За сборные Германии до 17 и 18 лет сыграл 3 матча, где забил два мяча.